# Tō-ji

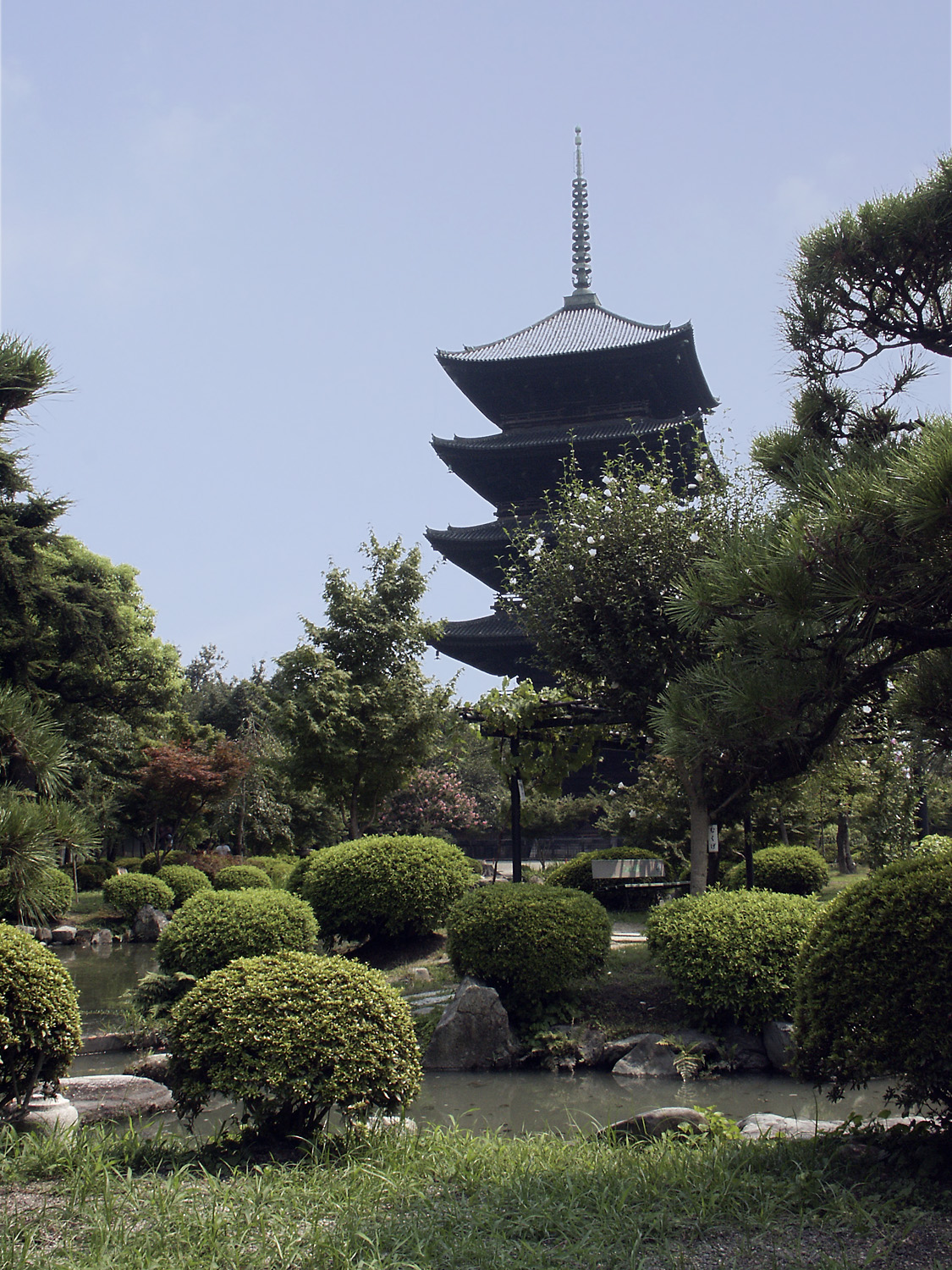
Tháp chùa năm tầng ở Tō-ji

Chùa Tō (tiếng Nhật: 東寺, Tō-ji), hay Đông Tự, là một ngôi chùa của phái Chân ngôn tông ở Kyoto, Nhật Bản, một trong những công trình nổi tiếng của Nhật Bản và là một hạng mục trong Di sản văn hóa cố đô Kyoto.
Đông Tự từng là một cặp với ngôi chùa khác tên Sai-ji, hay Tây Tự.

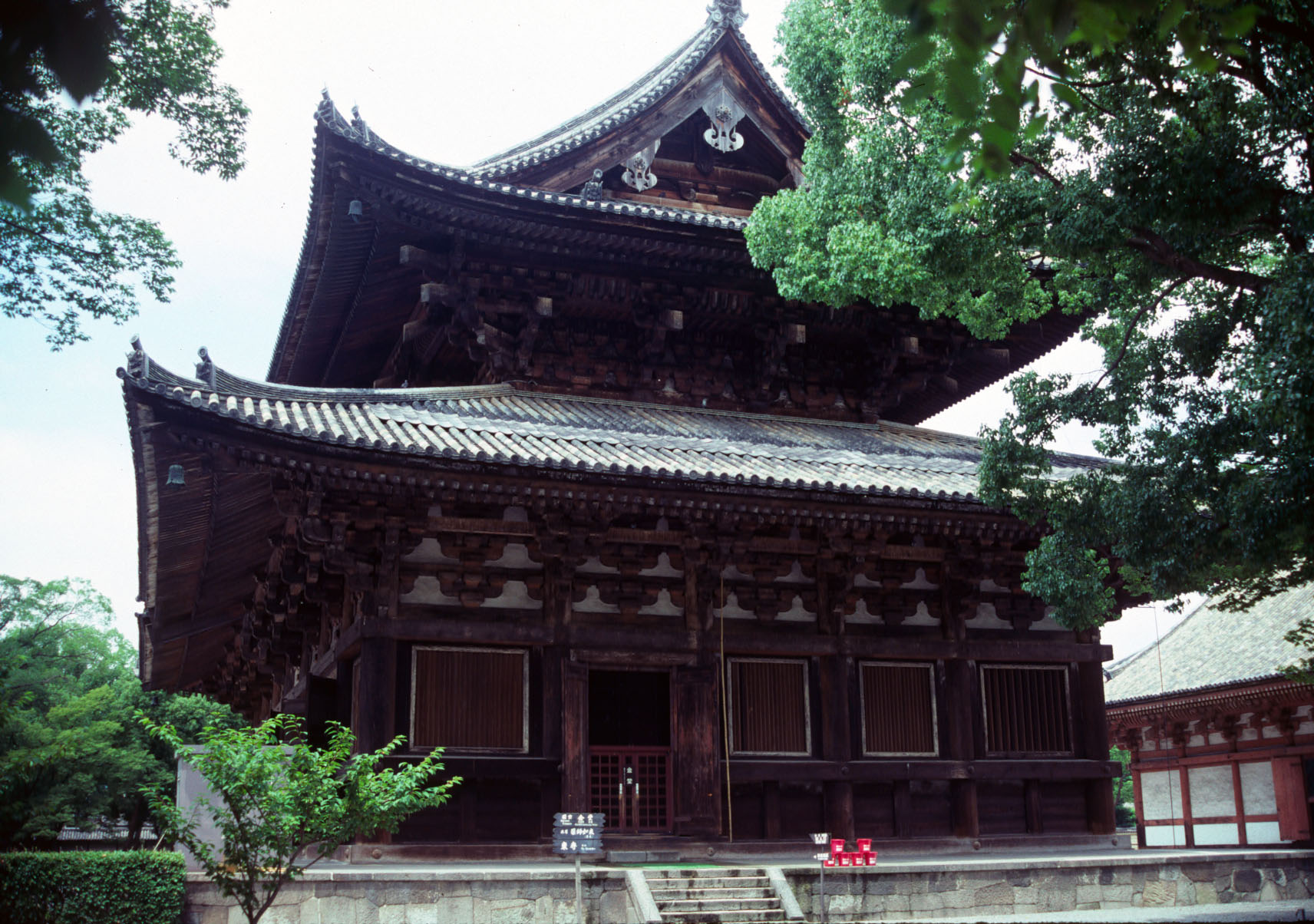
Chánh đường (Kondo, Kim đường) của chùa Tō

34°58′50″B 135°44′52″Đ / 34,98056°B 135,74778°Đ